# Nannastacus
Nannastacus är ett släkte av kräftdjur. Nannastacus ingår i familjen Nannastacidae.

## Dottertaxa tillNannastacus, i alfabetisk ordning[1]
- Nannastacus agnatus
- Nannastacus angulifera
- Nannastacus asper
- Nannastacus brevicaudatus
- Nannastacus erinaceus
- Nannastacus euxinicus
- Nannastacus gamoi
- Nannastacus georgi
- Nannastacus gibbosus
- Nannastacus goniatus
- Nannastacus inconstans
- Nannastacus inflatus
- Nannastacus johnstoni
- Nannastacus lima
- Nannastacus longirostris
- Nannastacus minor
- Nannastacus muelleri
- Nannastacus mystacinus
- Nannastacus nyctagineus
- Nannastacus occidentalis
- Nannastacus ossiani
- Nannastacus pardus
- Nannastacus parvulus
- Nannastacus pectinatus
- Nannastacus pruinosus
- Nannastacus reptans
- Nannastacus sauteri
- Nannastacus spinosus
- Nannastacus spinulosus
- Nannastacus stebbingi
- Nannastacus subinflatus
- Nannastacus suhmi
- Nannastacus tardus
- Nannastacus turcicus
- Nannastacus umbellulifer
- Nannastacus unguiculatus
- Nannastacus wisseni
- Nannastacus zimmeri